# Hornstedtia arunachalensis
Hornstedtia arunachalensis är en enhjärtbladig växtart som beskrevs av S.Tripathi och V.Prakash. Hornstedtia arunachalensis ingår i släktet Hornstedtia och familjen Zingiberaceae.
Artens utbredningsområde är Arunachal Pradesh. Inga underarter finns listade i Catalogue of Life.